# Matka Arménie
Matka Arménie (arménsky: Մայր Հայաստան) je socha personifikující Arménii, která od roku 1967 stojí v Parku vítězství, v hlavním arménském městě Jerevanu, na soklu, kde v letech 1950-1962 stála sedmnáctimetrová socha Josifa Stalina z dílny Sergeje Merkurova. Autorem obřího čedičového soklu pod Stalinovou sochou byl architekt Rafajel Israjeljan, tento sokl byl po odstranění diktátora ponechán a Israjeljan později prohlásil, že s odstranění sochy počítal a záměrně sokl navrhl tak, aby mohl být samostatnou stavbou: "S vědomím, že sláva diktátorů je dočasná, jsem v podstatě postavil jednoduchou arménskou baziliku se třemi loděmi," řekl k tomu. Sokl nakonec ale prázdný nezůstal, v roce 1967 na něj byla vztyčena socha Ara Harutjunjana zvaná Matka Arménie. Předlohou byla sedmnáctiletá dívka Genja Muradjanová, kterou Harutjunjan potkal v obchodě a přesvědčil ji, aby mu zapózovala. Samotná socha měří 22 metrů, celková výška památníku i s podstavcem je 51 metrů. Socha je z tepané mědi. Díky své poloze na kopci s výhledem na Jerevan vypadá jako strážce arménského hlavního města. Každý rok 9. května tisíce Arménů navštíví sochu Matky Arménie a položí květiny na památku arménských válečných obětí. V roce 1970 bylo v podstavci otevřeno muzeum druhé světové války. Dnes se nazývá Vojenské muzeum Matky Arménie Ministerstva obrany. Jeho tématem už není jen druhá světová válka, podstatná část expozice je věnována válce o Náhorní Karabach v letech 1988–1994. Část muzea popisuje i historii Operace Nemesis, akce Arménské revoluční federace, která se rozhodla zlikvidovat hlavní strůjce arménské genocidy. Muzeum schraňuje 30 tisíc exponátů.